# Szymon Rduch
Szymon Rduch, född 17 augusti 1989, är en polsk basketspelare. 
Rduch deltog vid olympiska sommarspelen 2020 och var en del av Polens lag som blev utslagna i gruppspelet i tremannabasket.